# Hogna infulata
Hogna infulata Roewer, 1959 è un ragno appartenente alla famiglia Lycosidae.

## Caratteristiche
I cheliceri e il clipeo sono di colore nerastro e i cheliceri frontalmente sono ricoperti di peluria.
L'olotipo femminile rinvenuto ha lunghezza totale è di 18 mm; la lunghezza del cefalotorace è di 7,0 mm e quella dell'opistosoma è di 11,0 mm.

## Distribuzione
La specie è stata reperita nel Sudafrica centrale: a Port Elizabeth, nei pressi di Capland, località degli altopiani stepposi del Karoo appartenenti alla Provincia del Capo Settentrionale.

## Tassonomia
Al 2017 non sono note sottospecie e dal 1959 non sono stati esaminati nuovi esemplari.